# Stéphanie Heng
Pour les articles homonymes, voir Heng.
Stéphanie Heng est une politologue et experte en communication franco-belge.  

## Biographie
Stéphanie Heng est une politologue et experte en communication. Elle est diplômée de l’Institut d’études politiques de Strasbourg, du Collège d’Europe et d’un MBA de la Solvay Brussels School of Economics and Management (Bruxelles). Elle exerce, depuis une dizaine d'années, des fonctions de cadre de direction chargée des stratégies de communication d’entreprises internationales actives dans différents secteurs (finance, armement, chimie, etc.).
Politologue, elle est spécialisée dans les questions européennes, de sécurité et de défense, les questions de terrorisme, ainsi que sur les pays émergents (en particulier l’Inde, la Chine et la Russie). Elle est Visiting Fellow à l’ORF (Observer Research Foundation, New Delhi, Inde), l’un des principaux think tanks en Asie.
Auteure de dizaines d’articles, elle écrit et publie essentiellement dans des journaux européens (belges, français) ainsi que chinois, indiens, et pour le Huffington Post. Certains de ses articles sont repris et traduits à l’étranger. Elle écrit et publie par ailleurs des articles dans des revues scientifiques, notamment dans le domaine des relations internationales et des sciences de l'information et de la communication.
Stéphanie Heng intervient régulièrement dans les médias, y compris dans des revues spécialisées, sur différents sujets, dont des problématiques liées à la défense des droits des femmes.